# Bitwa pod Killdeer Mountain
Bitwa pod Killdeer Mountain – starcie zbrojne, które miało miejsce w trakcie wojny Stanów Zjednoczonych przeciwko Dakotom w dzisiejszej Dakocie Północnej.
Generał Alfred Sully, zwycięzca spod Whitestone Hill, po bitwie zimował w okolicach rzeki Missouri. W trakcie owej zimy roku 1863-1864, zwierzchnik Sully’ego – generał John Pope sformułował plan zakończenia wojny przeciwko Dakotom. Podporządkował mu dodatkowych ok. 2 500 żołnierzy z zadaniem odnalezienia Indian i zmuszenia ich do bitwy. Ponadto posłał silne oddziały piechoty, które miały na tyłach Sully’ego ustanowić mocne punkty oporu w „Kraju Indian”. Żołnierze z Minnesoty otrzymali rozkaz połączenia się z siłami Sully’ego przy ujściu Burdache Creek do górnej Missouri.
Obie kolumny połączyły się 30 czerwca i rozpoczęły działania przeciwko Dakotom. 7 lipca założono Fort Rice u ujścia rzeki Cannonball. Dakotowie, którzy działali na północ od Fort Rice, przekroczyli Missouri i zajęli silną pozycję nad rzeką Little Missouri, około 200 mil od fortu. 26 lipca Sully wymaszerował w ich kierunku. 28 lipca przybył w okolice obozu Indian, w którym – jak raportował – znajdowało się 5-6 tysięcy wojowników „ukrytych w zadrzewionym terenie, bardzo dobrze chronionym przez wysokie, urwiste wzgórza i głęboki wąwóz”.
Sully spotkał się z wodzami Dakotów, ale gdy spotkanie to nic nie dało – wydał rozkaz ataku. Rozpoczęła się ciężka walka, lecz artyleria i dalekosiężna broń palna żołnierzy zaczęły dawać im przewagę i Indianie zaczęli tracić teren. Ich wycofywanie się zamieniło się w ucieczkę. Indianie pozostawili cały swój dobytek, a wojsko ścigało Indian przez prawie 9 mil, zmuszając ich do rozproszenia się.
Bitwa pod Killdeer Mountain złamała opór Dakotów. W sierpniu Sully spotkał grupy wojowników, które uciekły spod Killdeer Mountain i rozbił je tym łatwiej, że nie miały one już takiego ducha bojowego, jaki przejawiały wcześniej.